# Lomas de Vallejos
Lomas de Vallejos es una localidad, estación de ferrocarril y municipio argentino, ubicado en el departamento General Paz de la provincia de Corrientes.

## Vías de comunicación
Su principal vía de acceso es la ruta provincial 5, que la vincula al este con Caá Catí y al oeste con San Luis del Palmar. La ruta provincial 75 la vincula al sur con Palmar Grande.

## Población
Cuenta con 358 habitantes (Indec, 2010), lo que representa un descenso del 30 % frente a los 512 habitantes (Indec, 2001) del censo anterior.
| Gráfica de evolución demográfica de Lomas de Vallejos entre 1991 y 2010 |
|                                                                         |
| Fuente: Censos nacionales del INDEC                                     |